# Romeu Roese Scheibe
Romeu Roese Scheibe (Lajeado, 25 de dezembro de 1904 — Porto Alegre, 8 de janeiro de 2004) foi um político brasileiro.
Foi eleito em 3 de outubro de 1950 deputado estadual pelo PSD, para a 38ª, 39ª e 40ª Legislaturas da Assembleia Legislativa do Rio Grande do Sul. Depois novamente para a 42ª Legislaturas da Assembleia Legislativa do Rio Grande do Sul e 43ª Legislaturas da Assembleia Legislativa do Rio Grande do Sul